# Нейзацька волость
Нейзацька волость — історична адміністративно-територіальна одиниця Одеського повіту Херсонської губернії.
Станом на 1886 рік складалася з 4 поселень, 4 сільських громад. Населення — 1238 осіб (628 чоловічої статі та 610 — жіночої), 200 дворових господарств.
|                     | Площа, десятин | У тому числі орної, дес. |
| ------------------- | -------------- | ------------------------ |
| Сільських громад    | 12108          | 6422                     |
| Приватної власності | 1415           | 685                      |
| Казенної власності  | —              | —                        |
| Іншої власності     | —              | —                        |
| Загалом             | 13523          | 7107                     |

Поселення волості:
- Нейзац — колонія німців при Тилігульському лимані за 56 верст від повітового міста, 569 осіб, 87 дворів, лютеранський молитовний будинок, школа, 2 лавки.
- Блюменфельд — колонія німців при ставку, 143 особи, 62 двори, римо-католицький молитовний будинок, лавка.
- Нейлюстдорф (Дмитріїв Хутір) — колонія німців при ставку, 143 особи, 21 двір, лютеранський молитовний будинок, школа.
- Ейгенфельд (Волкова) — колонія німців при ставку, 191 особа, 30 дворів, лютеранський молитовний будинок, школа.

7 (20) листопада 1917 року, відповідно до Третього Універсалу Української Центральної Ради, увійшла до складу Української Народної Республіки.  